# Boyle-annalerne
Boyle-annalerne (irsk: Annála Mhainistir na Búille), eller Cottonian-annalerne er en annal fra middelalderens Irland. Den indeholder notater om år op til 1253. Den er blandt de irske annaler, som udspringer af Irlandskrøniken, men den opsummerer dog mere end andre annaler, som også antages at basere sig på Irlandskrøniken.